# (5533) Bagrov
(5533) Bagrov (1935 SC) – planetoida z grupy pasa głównego asteroid okrążająca Słońce w ciągu 3,36 lat w średniej odległości 2,24 j.a. Odkryta 1 września 1935 roku.